# Gmina Gjinaj
Gmina Gjinaj (alb. Komuna Gjinaj) – gmina położona w północno-zachodniej części kraju. Administracyjnie należy do okręgu Has w obwodzie Kukës.  W 2011 roku populacja wynosiła 1106 mieszkańców – 565 mężczyzn oraz 541 kobiet.
W skład gminy wchodzi sześć górskich miejscowości: Gjinaj, Pusi i Thatë, Myç-Has, Domaj, Pogaj, Kishaj.